# Cryptische zanger
De cryptische zanger (Cryptosylvicola randrianasoloi) is een zangvogel uit de familie Bernieridae. Deze vogel is genoemd naar de Malagassische zoöloog George Randrianasolo (1930-1989).

## Verspreiding en leefgebied
Deze soort is endemisch in oostelijk Madagaskar.

## Status
De grootte van de populatie is niet gekwantificeerd maar de soort wordt omschreven als plaatselijk algemeen. Op de Rode lijst van de IUCN heeft deze soort de status niet bedreigd.